# 千葉県営鉄道北千葉線
千葉県営鉄道北千葉線（ちばけんえいてつどうきたちばせん）とは、千葉県北西部の千葉ニュータウンの開発に伴って、東京都区部東側とのアクセス改善のため千葉県庁により計画され、実現しなかった鉄道路線（未成線）。具体的には都市交通審議会答申第15号において、東京10号線として、東京都区部西側と多摩地域、神奈川県を結ぶ橋本 - 芦花公園間とともに、住吉町 - 千葉ニュータウン間が追加されたものである。後に方針が転換され「東京10号線延伸新線」と計画名称が改められた。

## 経緯

### 計画
1960年代の高度経済成長を機に東京都民圈は拡大し、住宅用地の開発余地が大きい首都圏郊外に大規模なニュータウンを建設し、それらと東京都心部とを結ぶ鉄道路線の整備が目標とされるようになった。その主たる3カ所が、多摩ニュータウン（多摩地域）と港北ニュータウン（神奈川県横浜市）、そして千葉ニュータウンである。
千葉ニュータウン構想は1966年（昭和41年）、千葉県庁が打ち出した。1968年（昭和43年）に発表した基本設計は、船橋市から白井町（現：白井市）、印旛村（現：印西市）にまたがる東西18km、南北3kmの北総台地の約2900haの範囲に、計画人口34万人、計画戸数87,000戸を目指そうとするもので、東の成田国際空港や東京湾岸の京葉工業地域との連係をも図ろうとしたものであった（「千葉ニュータウン#沿革」を参照）。千葉ニュータウンの開発対象地域は、国鉄の常磐線と総武線の間で、東京都心とのアクセス面では鉄道空白地帯であった。
このニュータウンを東京都心と結ぶ鉄道として、以下の二つが都市交通審議会答申第15号（1972年3月）に盛り込まれた。
1. 都営1号線（現・都営浅草線）から京成電鉄の京成高砂駅を経由し、小室駅（船橋市）まで結ぶ路線
2. 都営10号線（現・都営新宿線）の東大島駅（東京都江東区）を経由し、新鎌ケ谷（鎌ケ谷市）、小室駅、印旛地区（仮称・印旛松虫、現・北総鉄道北総線印旛日本医大駅（印旛村）に至る路線

2.に関しては、東大島駅 - 本八幡駅（市川市）間を東京都庁が、残りの区間を千葉県庁が千葉県営鉄道北千葉線（仮称）として建設し、都営新宿線と直通運転を実施する計画であった。この都営10号線は新宿駅で京王線に乗り入れ、その先は京王帝都電鉄（現在の京王電鉄）により多摩ニュータウン中央（現在の京王相模原線多摩センター駅）を経由して橋本駅（神奈川県相模原市）まで整備されることも明記されたため、10号線は東京都市圏の東西で整備される千葉と多摩の二大ニュータウンを直結する路線計画ともなっていた。
翌1973年に東京都交通局と千葉県開発局長との間で覚書が交わされ、同年10月に同区間の免許交付となった。
建設費は、1.が537億円、2.が730億円で、輸送需要はそれぞれ14万人、23万人と見積られていた。なお、2.は新宿線の軌間が乗り入れ先の京王線に合わせ1372mmであり、一方の1.は同じく乗り入れ先の京浜急行などと同じ1435mmのため、そのままでは直通運転ができないようになっていた（「都営地下鉄浅草線#沿革」「京成電鉄#改軌工事」も参照）。建築費・輸送需要から見ても分かるように、2.がメインルートであった。これは、1.が京成電鉄18m中型車8両編成であること、京成押上線・京成本線の輸送量の限界も考慮した判断であったという。ならば20m大型車10両編成が可能な2.を輸送の中心にすることが最適なことと思われたのである。

### 北総開発鉄道第1期線の建設へ
ところが、1973年のオイルショックによる物価高騰や東京都市圏の人口増の鈍化、成田新空港建設の遅延（「成田空港問題#政府の強権的な姿勢による空港建設と反対運動の開始」「三里塚闘争#闘争の激化、開港」も参照）などが災いし、ニュータウン建設の資金調達がおぼつかなくなる。また、成田空港問題は空港建設粉砕を唱える新左翼過激派の革命的共産主義者同盟全国委員会（中核派）による収用委員会への攻撃も派生させ、北千葉線事業の伸展をさらに困難とした。
同年11月、千葉県庁は運輸大臣に対し、第一期区間（小室 - 千葉ニュータウン中央駅）の分割施行認可申請を行った。当区間を北総開発鉄道（現在の北総鉄道）北総線および新京成電鉄新京成線（現在の京成松戸線）経由、単線（軌間・1435mm）で先行開業させ、常磐線松戸駅から東京都心へのルートを確保しようとした。第一期区間の残る一線に本来の軌間（1372mm）を敷設した上で全線開業（この時点で北総線との直通を中止）し、そののち先行開業区間を改軌して完成とする計画としていた。
1974年10月に第二期区間の本八幡駅 - 小室駅と、千葉ニュータウン中央駅 - 印旛松虫駅の分割工事施行の認可を受ける。この時に「北千葉線」と命名される。
当初は第三期区間として、印旛松虫から成田ニュータウンを通り成田駅方面まで建設する計画もあった。当時の資料では印旛沼を4.6kmの高架線で通過し、成田ニュータウンを堀割で抜ける予定であったという。しかし、先の審議会答申15号では10号線の終点が千葉ニュータウンであったことが影響してか、千葉県は印旛松虫以東10.2kmの申請を保留することになった。これは成田新幹線の建設と、その途中駅としての千葉ニュータウン駅の設置も大いに関係している。すなわち、空港への運輸は主として新幹線が担うものとされたためである（「成田新幹線#設置予定駅」「千葉ニュータウン中央駅#歴史」も参照）。
1975年（昭和50年）、県は船橋市の小室区域から北千葉線の工事に着手した。だが、地価や資材価格の高騰により、1973年段階では本八幡駅 - 印旛松虫間で730億円と見積もられていた工事費が1977年には2031億円にまで跳ね上がる。原因として、旧・千葉県企業庁による小室駅 - 新鎌ケ谷駅間の土地収用率がわずか4割であったことがあげられる。
1978年（昭和53年）に新宿線と接続させる計画になっていたが、地下鉄の全通時期が未定のまま同年1月には宅地開発公団法を改正し、小室駅 - 印旛地区（印旛松虫）間の免許を宅地開発公団に譲渡する協定が結ばれた。本八幡駅 - 小室駅については、この時点で県が建設を凍結した。3月には、同公団と千葉県の共同で住宅開発を行うことが決定する。また裏では建設省も動いていて、宅地開発公団を日本住宅公団と統合する方向を決めていた（「宅地開発公団#業務」「住宅・都市整備公団#業務」を参照）。
1979年3月に、北総開発鉄道により北初富駅 - 小室駅間（北総線第1期）が開通、新京成線と乗り入れを開始した（「北総鉄道北総線#沿革」「北総鉄道#歴史」を参照）。

### 公団鉄道線の延長と都市計画変更
小室駅から先の区間の事業を引き継いだ住宅・都市整備公団（現・UR都市機構）は工事を続行し、1984年（昭和59年）、小室から1駅目となる千葉ニュータウン中央駅までの延伸開業を実現した。これにより千葉ニュータウンへの入居に拍車がかかる。しかし、この頃から、ニュータウンの計画人口・面積の見直しが行われ、1986年12月までにそれぞれ17.6万人、1933haに縮小され、都市計画・事業認可の変更認可が完了した（「千葉ニュータウン#千葉ニュータウンの問題と課題」を参照）。
1985年（昭和60年）には、残された区間が「都市交通審議会」を継承した運輸政策審議会答申第7号から削除される。
一方、都営新宿線は1986年までに都内最東端の篠崎駅（東京都江戸川区）まで開通し、1989年（平成元年）には一駅先の本八幡駅まで延びる予定であったが、北千葉線開通の見通しなしに路線を伸ばして採算がとれるのか、東京都議会議員や関係者からの疑念の声が湧き起こった。そのため、千葉県は路線延長で東京都庁を説得し、新宿線は1989年3月に仮駅で本八幡駅延伸開業、1991年（平成3年）9月には本八幡駅の本設置駅開業を果たし、都営線区間としては全通となった。
一方で千葉県庁は1990年（平成2年）には市川市、鎌ケ谷市と「北千葉線検討委員会」を設置し、計画の再検討を始めた（「都営地下鉄新宿線#概要」も参照）。その結果、1992年（平成4年）3月に北総線との併走区間（新鎌ケ谷駅 - 小室駅間）の建設中止、本八幡駅 - 新鎌ヶ谷を千葉県庁と2市が出資する第三セクター鉄道として将来事業化する方向で決定し、ニュータウン鉄道から鉄道不便地帯のアクセス鉄道へと方針転換。10月には北千葉線促進検討委員会が設置された。

### 凍結そして事業廃止へ
しかし、バブル崩壊による県や市の財政悪化、千葉都市モノレールや東葉高速線などの経営状態（「千葉都市モノレール稲毛駅・稲毛海岸駅への延伸構想#概要」「東葉高速鉄道#概要」も参照）、さらには高運賃が原因の北総線赤字と千葉ニュータウン入居者の伸び悩み問題から、千葉県庁としても北千葉線問題どころではなくなる。
その後2000年（平成12年）8月に、第2次森内閣を構成する自由民主党・公明党・保守新党の三与党による「公共事業の抜本的見直しに関する合意」が出され、鉄道事業で唯一、北千葉線が取り上げられ、中止勧告が下された。川島令三は『全国未完成鉄道路線』の中で、時の内閣総理大臣森喜朗と運輸大臣森田一、さらには前運輸大臣の二階俊博が、北総線印旛日本医大駅から成田空港までの成田新高速鉄道を実現する見返りとして北千葉線建設を断念するよう、知事の沼田武を説得したと述べた（「京成成田空港線#沿革」「成田高速鉄道アクセス#経緯」も参照）。
これを受けて千葉県庁は鉄道事業の廃止を運輸大臣に届出、鉄道建設は白紙に戻され、11月に運輸省は北千葉線の中止を正式に決定した。
一方で、10月の千葉県議会では、「東京10号線延伸新線」の名称で第三セクターによって将来事業化する方向で調査検討をする旨が表明されていた。だが、沿線人口の増加が期待できないこと、約1400億円の事業費と採算性の問題、累積赤字を抱えている北総鉄道の収益悪化にもつながるおそれから、「東京10号線延伸新線促進検討委員会」が2013年（平成25年）9月3日で解散し、計画そのものが消滅した。

## 設置予定駅
本八幡駅 （市川市）- 東菅野駅（市川市）- 柏井駅（市川市）‐中沢駅（鎌ケ谷市）- 新鎌ヶ谷駅（鎌ケ谷市）-（北総線経由）-  印旛日本医大駅（印西市）

## 計画中止後
前述のように住宅・都市整備公団は都市再生機構へ承継され、鉄道事業財産は京成電鉄が新たに設立した千葉ニュータウン鉄道へ2004年7月に有償譲渡された。
北千葉線の開業を見越して、新鎌ヶ谷駅南側の広い用地を新駅予定地として千葉県企業局が確保していたが、県営鉄道事業の廃止や東京10号線延伸を断念したことから、用地だけが長期間にわたって残される事態になった。その後、2022年11月に用地の活用について、千葉県企業局が公募を行い、2023年3月に京成電鉄・東武鉄道・大和ハウス工業・東方地所からなる共同事業体が選定され、商業施設やマンションなどを建設することを発表した。
北千葉線構想と関連して、北総線の小室駅 - 千葉ニュータウン中央駅間の谷田（やた）に新駅を設ける構想がかつてあり、北総鉄道は2024年3月20日、幻の「谷田駅」での停車を駅名標や車内放送、写真撮影で演出したイベントを開催した。
北千葉線がカバーする計画だった地域の公共交通機関としては、京成バス市川営業所の路線バス高塚線が、本八幡駅前と北総線大町駅前や東松戸駅前を結んでいる。